# Marko Bakić
Marko Bakić (czarn. Mapкo Бакић, ur. 1 listopada 1993 w Budvie) – czarnogórski piłkarz grający na pozycji pomocnika w Royal Excel Mouscron.

## Kariera klubowa
Swoją karierę piłkarską rozpoczął w klubie Mogren Budva. Do kadry pierwszego zespołu trafił w 2010 roku. W sumie w barwach klubu z Budwy rozegrał 33 mecze ligowe, w których zdobył 5 goli. 31 sierpnia 2012 roku odszedł do włoskiego Torino FC. W 2013 roku przeszedł do Fiorentiny. Był z niej wypożyczony do Spezii i CF Os Belenenses. W 2016 trafił do SC Braga.

## Kariera reprezentacyjna
Bakić grał w reprezentacji Czarnogóry U-19 i U-21. W dorosłej reprezentacji zadebiutował 15 sierpnia 2012 roku w wygranym 2:0 meczu przeciwko Łotwie.